# Lepophidium marmoratum
Lepophidium marmoratum är en fiskart som först beskrevs av Goode och Bean, 1885.  Lepophidium marmoratum ingår i släktet Lepophidium och familjen Ophidiidae. Inga underarter finns listade i Catalogue of Life.